# Шабарбаев, Бакытбек Сейсебаевич
Бакытбек Сейсебаевич Шабарбаев (01.11.1954) — государственный и общественный деятель, дипломат,Чрезвычайный и Полномочный Посланник I класса.

## Биография
Родился 1 ноября 1954 года в селе Коктал Алматинской области.
В 1978 году окончил Алма-Атинский Педагогический институт иностранных языков, преподаватель английского языка.
В 1997 закончил Академию зарубежной службы дипломатических международных отношений (Исламабад, Пакистан), специалист-международник.

## Трудовая деятельность
• 1978—1988 — Инструктор орготдела комсомола, заведующий общим отделом п. Кировский Талды-Курганской области
• 1988 — Учитель английского языка п. Кировский, Талды-Курганской области
• 1994—2002 — Атташе, третий секретарь Посольства Республики Казахстан в Исламской Республике Пакистан; первый секретарь, Советник Консульского пункта РК в Карачи, Пакистан
• 2002—2003 — Советник Департамента Консульской службы МИД РК
• 2003—2004 — Советник-Посланник Посольства РК в Исламской Республике Пакистан
• 2004—2005 — Советник Дипломатической миссии РК в Чешской Республике
• 2005—2006 — Временный Поверенный в делах РК в Королевстве Таиланд — Представитель РК при ЭСКАТО ООН
• 2006—2018 — Чрезвычайный и Полномочный Посол РК в Исламской Республике Пакистан, Народной Республике Бангладеш по совместительству

## Награды и звания
1. Чрезвычайный и Полномочный Посланник I класса
2. Почетная грамота Министра иностранных дел РК
3. Медаль «10 лет Конституции Республики Казахстан» (2005)
4. Медаль «За трудовое отличие» (2007)
5. Медаль «10 лет Астане» (2008)